# آلانا مسترسن
آلانا مَسترسِن (انگلیسی: Alanna Masterson؛ زادهٔ ۲۷ ژوئن ۱۹۸۸) بازیگر اهل ایالات متحده آمریکا است.

## گزیدهٔ آثار

### تلویزیون
- جوان‌تر (۲۰۱۸)
- تاکینگ دد (۲۰۱۴ تا ۲۰۱۹)
- مردگان متحرک (۲۰۱۳ تا ۲۰۱۹)
- آناتومی گری (۲۰۰۹)
- نابودگر: ماجراهای سارا کانر (۲۰۰۹)
- دنیای مالکوم (۲۰۰۶)